# Bobbahn L’Alpe d’Huez
Koordinaten: 45° 6′ 19,7″ N, 6° 4′ 22,8″ O
Die Bobbahn L’Alpe d’Huez war eine Bobbahn im französischen Wintersportort Alpe d’Huez in der Gemeinde Huez.
Anlässlich der Olympischen Winterspiele 1968 in Grenoble wurde die Bobbahn in L’Alpe d’Huez nach Plänen des italienischen Architekten Luciano Galli errichtet. Die Bauarbeiten begannen im Frühjahr 1966. Als der Bau der Strecke abgeschlossen war, wurde mit der Wasserversorgung und der Beleuchtung der Strecke begonnen, welche auch eine Austragung bei Dunkelheit ermöglichte. Zudem wurde eine Lautsprecheranlage installiert. Mit er Weltmeisterschaft 1967 fand ein Jahr vor den Winterspielen eine Generalprobe der Bahn statt. In Absprache mit dem Weltverband im Mai 1967 wurden einige Änderungen an verschiedenen Stellen der Bahn beschlossen. So wurde die Ein- und Ausfahrt aus den Kurven 12 und 13 geändert. Zudem erhielten die Kurven 6, 9 und 12 wegen zu viel Sonneneinfall eine künstliche Kühlung. Die Kurven 6 und 9 wurden dabei durch Ammoniak gekühlt und Kurve 12 durch Flüssigstickstoff. Zudem erfolgte eine Anbringung von Sonnenschutz.
Während den Spielen fanden auf der Bahn nur die Wettbewerbe im Bobsport statt, die Rennrodelwettbewerbe wurden auf der Piste de luge Villard-de-Lans ausgetragen.